# Reciprocal Recording
Reciprocal Recording era um estúdio de gravação em Seattle, Washington, que foi fundado em 1984 e abandonado na metade dos anos 90.
Chris Hanzsek e Tina Casale abriram o Reciprocal Recording em Seattle, WA em 1984. Era originalmente localizado em um escritório próximo de trilhos do trem no bairro Interbay em Seattle. Em 1985, o negócio mudou para o "porão em Madrona".  Mais tarde nesse ano, Chris e Tina lançaram a C/Z Records com a produção da Ironwood Studios e subsequente lançamento em março de 1986 da compilação "Deep Six".
No outono de 1986, Chris reabriu o Reciprocal Recording com Jack Endino, no antigo prédio do Triangle Studios em Leary Way no bairro Ballard (anteriormente local de uma pequena feira do bairro chamada Triangle Foods), onde operou até 1991.